# Milan Danko
Milan Danko (* 13. prosince 1960) je bývalý slovenský fotbalista.

## Fotbalová kariéra
Hrál za Lokomotivu Košice. V čerskoslovenské lize nastoupil v 10 utkáních.

## Ligová bilance
| Ročník                                   | Zápasy | Góly | Klub              |
| ---------------------------------------- | ------ | ---- | ----------------- |
| 1. československá fotbalová liga 1982/83 | 1      | 0    | Lokomotiva Košice |
| 1. československá fotbalová liga 1983/84 | 9      | 0    | Lokomotiva Košice |
| CELKEM                                   | 10     | 0    |                   |